# Rajd Bułgarii 2006
Rajd Bułgarii 2006 (37. Rally Bulgaria) – 37. edycja rajdu samochodowego Rajd Bułgarii rozgrywanego w Bułgarii. Rozgrywany był od 6 do 8 lipca 2006 roku. Była to piąta runda Rajdowych Mistrzostw Europy w roku 2006 oraz piąta runda Rajdowych Mistrzostw Bułgarii. Składał się z 13 odcinków specjalnych.

## Klasyfikacja rajdu
| Miejsce                      | Kierowca                     | Pilot                        | Samochód                       | Czas                         | Strata                       |                              |
| Klasyfikacja generalna i ERC | Klasyfikacja generalna i ERC | Klasyfikacja generalna i ERC | Klasyfikacja generalna i ERC   | Klasyfikacja generalna i ERC | Klasyfikacja generalna i ERC | Klasyfikacja generalna i ERC |
| ---------------------------- | ---------------------------- | ---------------------------- | ------------------------------ | ---------------------------- | ---------------------------- | ---------------------------- |
| 1.                           | Giandomenico Basso           | Mitia Dotta                  | Fiat Abarth Grande Punto S2000 | 2:31:58.9                    | 0.0                          |                              |
| 2.                           | Dimityr Iliew                | Yanaki Yanakiev              | Mitsubishi Lancer Evo IX       | 2:33:27.4                    | +1:28.5                      |                              |
| 3.                           | Krum Donchev                 | Stoiko Valchev               | Subaru Impreza STi N12         | 2:33:52.5                    | +1:53.6                      |                              |
| 4.                           | Michał Sołowow               | Maciej Baran                 | Mitsubishi Lancer Evo IX       | 2:36:29.5                    | +4:30.6                      |                              |
| 5.                           | Georgi Tanev                 | Petar Sivov                  | Subaru Impreza STi N12         | 2:36:32.4                    | +4:33.5                      |                              |
| 6.                           | Radoslav Kozlekov            | Lazar Tevekelov              | Mitsubishi Lancer Evo IX       | 2:39:01.4                    | +7:02.5                      |                              |
| 7.                           | Georgi Geradzhiev jr.        | Carl Williamson              | Mitsubishi Lancer Evo VII      | 2:39:49.8                    | +7:50.9                      |                              |
| 8.                           | Antonín Tlusťák              | Vlastimil Dědic              | Citroën Saxo Kit Car           | 2:40:30.0                    | +8:31.1                      |                              |
| 9.                           | Georgi Yanakiev              | Marin Kostadinov             | Subaru Impreza STi N12         | 2:40:54.0                    | +8:55.1                      |                              |
| 10.                          | Vilhelm Kanchev              | Petar Petrov                 | Peugeot 206 S1600              | 2:41:27.9                    | +9:29.0                      |                              |